# Соколовиця
Соколо́виця — село Надвірнянського району Івано-Франківської області. Село входить до складу Пасічнянської сільської громади. Засноване було у 1560 році. Село за останні півстоліття стало малолюдним— більшість людей переїхали чи перенесли свою домівку подалі, коли почав неподалік розвиватися кар’єр.
В селі 21 будинок. На околиці села є маловідомий водоспад Дзвінка.